# Bergtjärnen (Kroppa socken, Värmland, 660744-142056)
Bergtjärnen är en sjö i Filipstads kommun i Värmland och ingår i Göta älvs huvudavrinningsområde.